# Wannes Van Praet
Wannes Van Praet (1 juni 1991) is een Belgisch inline-skater namens Cijsouw Oostburg en langebaanschaatser.
Als inline-skater deed Van Praet mee aan onder andere de Europese kampioenschappen inline-skaten 2009 en 2011. Als marathonschaatser won hij in het seizoen 2010/2011 een wedstrijd in de eerste divisie. Als langebaanschaatser won Van Praet reeds twee medailles op de Belgische kampioenschappen schaatsen allround.
In maart 2012 reed Van Praet de wereldbekerlimiet op de 5000 meter waardoor hij in het seizoen 2012-2013 mee kon doen aan de wereldbekerwedstrijden op de ploegenachtervolging. Op zaterdag 13 juli 2013 won hij de achtste etappe van de KPN Inline Cup in Staphorst door te accelereren vanuit het 28 man tellende peloton.
Op 11 januari 2014 maakt hij zijn allrounddebuut tijdens het EK Allround in Hamar.

## Persoonlijk records

### Schaatsen
| Afstand    | Tijd    | Datum            | Baan    |
| ---------- | ------- | ---------------- | ------- |
| 500 meter  | 37,77   | 15 maart 2012    | Calgary |
| 1000 meter | 1.13,86 | 2 november 2013  | Calgary |
| 1500 meter | 1.52,52 | 3 november 2013  | Calgary |
| 3000 meter | 4.04,45 | 1 maart 2013     | Inzell  |
| 5000 meter | 6.46,59 | 24 november 2013 | Calgary |

## Resultaten
| jaar | BK Allround | EK Allround | Wereldbeker |
| ---- | ----------- | ----------- | ----------- |
| 2011 | Zilver      |             |             |
| 2012 | Brons       |             |             |
| 2013 | Brons       |             |             |
| 2014 |             | 30e         | 0p 5k/10k   |

NC# = niet gekwalificeerd voor de laatste afstand, maar wel als # geklasseerd in de eindrangschikking